# La Calère
Le quartier de La Calère (qui est constitué de la Calère Basse et La Calère Haute) est un quartier populaire proche du vieux port d'Oran, en Algérie, connu essentiellement sous l'appellation espagnole Scalera (son appellation française était la Marine).

## Le quartier historique et patrimonial
La Calère (en espagnol Scalera) arrondissement de Sidi El Houari qui est située au pied du Djebel Murdjajo est un quartier construit par les Espagnols au XVIIIe siècle, entre les murailles de la ville et la mer. C'était un ancien quartier de pêcheurs au centre historique et patrimonial d’Oran; en 1980 les autorités l'ont démoli.
Historiquement, La Calère (Scalera) est un des premiers quartiers d’El Bahia, après La Blanca (quartier intra-muros au pied du Murdjadjo, et rive gauche de l'oued Rhi), et la Ville nouvelle (à entendre dans le sens historique de Ville nouvelle du XVIIIe siècle) étagée sur la rive droite du ravin.

## Vie sportive
Le club de football AS Marine d'Oran (ASMO) avait ses bases dans ce quartier. Premier club d'Oran Champion d'Afrique du Nord de Football en 1921, il a disparu en 1962.

## Galerie

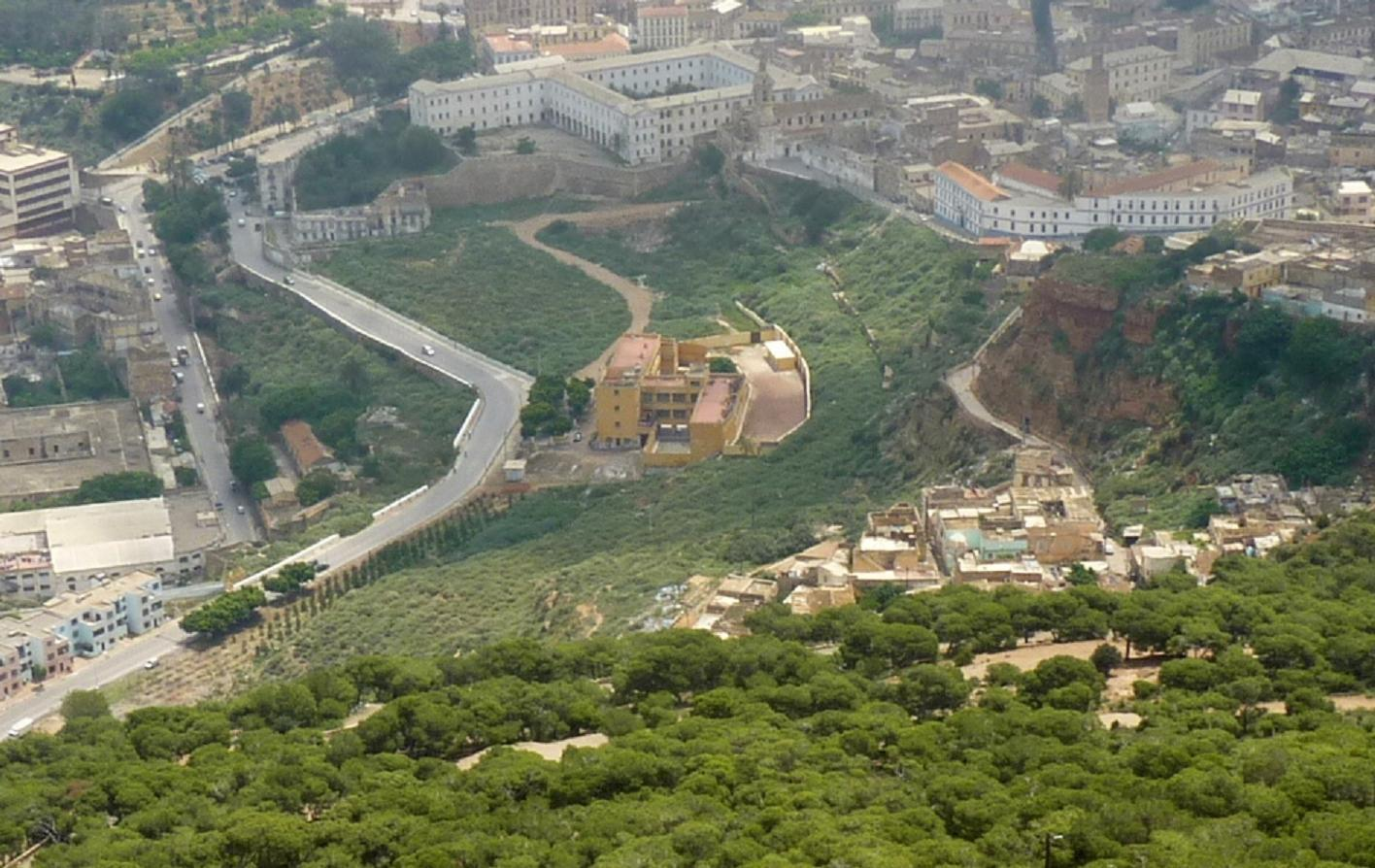
Emplacement de La Calère en 2011, vu depuis Santa-Cruz.